# Александер Бернгардссон
Александер Улоф Бернгардссон (швед. Alexander Olof Bernhardsson, нар. 8 вересня 1998, Гетеборг, Швеція) — шведський футболіст, нападник німецького клубу «Гольштайн».

## Ігрова кар'єра

### Клубна
Александер Бернгардссон починав грати у футбол в клубах нижчих ліг чемпіонату Швеції. У 2019 році він приєднався до клубу зі свого рідного міста Гетеборг — «Ергрюте». І сезон провів в Супереттан.
В січні 2020 року нападник перейшов до «Ельфсборга», з яким підписав контракт на п'ять років. 12 травня 2020 Бернгардссон дебютував у вищому дивізіоні чемпіонату Швеції і в першій же грі проти «Сіріуса» відзначився забитим голом.
На початку 2024 року футболіст перейшов до клубу німецької Другої Бундесліги «Гольштайн». Контракт було укладено до літа 2027 року. За результатами сезону «Гольштайн» посів друге місце і підвищився в класі. 24 серпня 2024 року Бернгардссон зіграв першу гру в Бундеслізі і забив гол у ворота «Гоффенгайма».

### Збірна
9 січня 2023 року у товариському матчі проти команди Фінляндії Александер Бернгардссон днбютував у складі національної збірної Швеції.

## Досягнення
Гольштайн
- Друге місце в Другій Бундеслізі: 2023/24